# Olios marshalli
Olios marshalli là một loài nhện trong họ Sparassidae.
Loài này thuộc chi Olios. Olios marshalli được Mary Agard Pocock miêu tả năm 1898.